# 그렉 브라운 3세

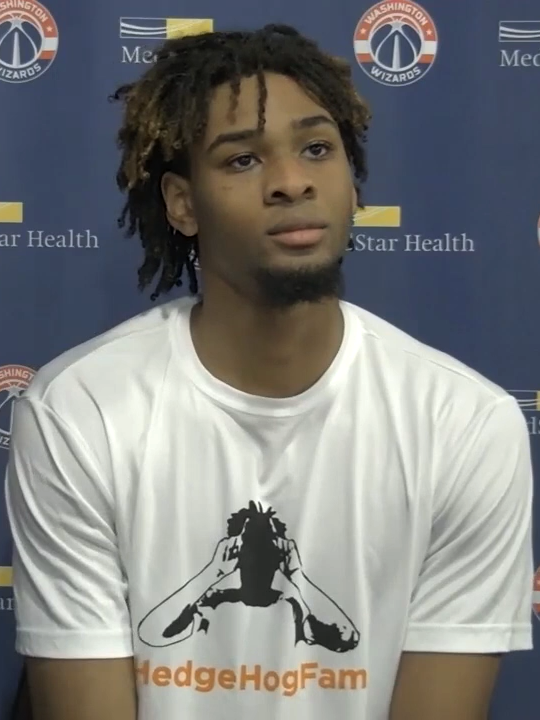

그렉 브라운 3세(Greg Brown III, 본명: 그레고리 제임스 브라운 3세, Gregory James Brown III, 2001년 9월 1일 ~ )는 NBA G 리그의 텍사스 레전드와 양방향 계약을 맺고 NBA(전미 농구 협회)의 댈러스 매버릭스에서 마지막으로 뛰었던 미국 프로 농구 선수이다. 텍사스 롱혼스(Texas Longhorns)에서 대학 농구를 했다.

## 대학 경력
2020년 11월 25일 대학 데뷔전에서 브라운은 텍사스-리오 그란데 밸리를 상대로 91-55 승리를 거두며 11득점 10리바운드를 기록했다. 12월 20일, 그는 오클라호마 주립대를 상대로 77-74 승리를 거두며 통산 최고 24득점, 14리바운드, 3블록을 기록했다. 신입생으로서 브라운은 경기당 평균 9.3 득점과 6.2 리바운드를 기록했다. 그는 올빅 12 어너러블 멘션(All-Big 12 Honorable Mention)을 획득했으며 올 프레시맨 팀(All-Freshman Team) 및 올 뉴커머 팀(All-Newcomer Team)으로 선정되었다. 2021년 5월 13일 브라운은 남은 대학 자격을 포기하고 2021년 NBA 드래프트를 선언했다.